# Stabilimento FIAT Mirafiori
Lo stabilimento FIAT Mirafiori è un grande impianto industriale per la produzione di autoveicoli, fondato dal gruppo metalmeccanico italiano FIAT, protagonista per oltre un secolo della storia industriale d'Italia (oggi frammentato in varie aziende quali Stellantis, FPT Industrial, CNH Industrial, Maserati, ecc,), situato nella zona sud di Torino. Il nome Mirafiori deriva dal quartiere omonimo in cui si trova (a sua volta derivato dal nome di un antico castello dei Savoia).
Entrato in funzione nel 1939, divenne negli anni dello sviluppo economico italiano dopo la seconda guerra mondiale, il più importante stabilimento industriale italiano e una delle più grandi fabbriche di automobili d'Europa e del mondo, con un costante incremento delle sue capacità produttive e del numero dei lavoratori impiegati. Negli anni sessanta e settanta, con l'ulteriore crescita delle dimensioni della fabbrica, l'assunzione in massa dei nuovi operai emigrati prevalentemente dall'Italia meridionale, le nuove istanze radicali diffuse nella società, e le ricorrenti crisi industriali nel settore metalmeccanico, la FIAT Mirafiori divenne anche un centro di lotta politica estrema, anche violenta, da parte di frange operaie comuniste rivoluzionarie, aspramente in lotta per ostacolare i programmi di ristrutturazione e automazione promossi dalla dirigenza industriale della FIAT, desiderosa di ripristinare la sua autorità nella fabbrica.
Dopo essere stato per decenni uno dei maggiori centri produttivi in Europa, oggi è solo parzialmente in funzione. Occupa una superficie di 2.000.000 m². Al suo interno si snodano 20 chilometri di linee ferroviarie e 11 chilometri di strade sotterranee che collegano i vari capannoni. La palazzina degli uffici, che si affaccia su corso Giovanni Agnelli, è un edificio di 5 piani lungo 220 metri, ricoperto di pietra bianca di Finale Ligure.
Lo stabilimento FIAT Mirafiori nel suo periodo di massimo sviluppo diede occupazione, nel 1967 a 52.000 lavoratori, saliti a 57.700 nel 1980 con una produzione di 5.000 automobili al giorno, oltre un milione all'anno; attualmente, 2024, è stato quasi completamente disattivato, la produzione è scesa a 85.000 automobili all'anno e gli occupati sono 11.000 solo parzialmente impiegati effettivamente nella fabbrica.

## Storia

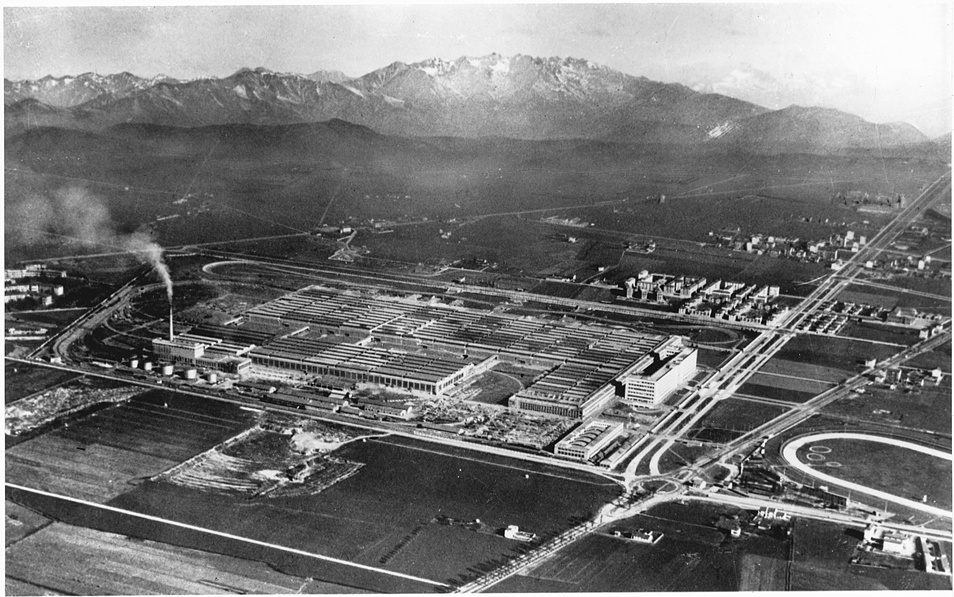
Veduta aerea dello stabilimento prima della costruzione dell'area sud.

### La nascita
Il presidente della FIAT Giovanni Agnelli aveva visitato gli impianti produttivi dell'industria automobilistica degli Stati Uniti nell'ottobre 1934 e in questa occasione aveva incontrato anche Henry Ford e osservato il nuovo, gigantesco stabilimento della Ford a River Rouge, vicino Detroit, dove l'azienda statunitense aveva ulteriormente modernizzato le sue tecniche industriali, impiantando nuove catene di montaggio con sviluppo in orizzontale, con conseguente riduzione di costi, incremento della velocità delle linee e migliore integrazione della produzione. 
Lo stabilimento fu progettato dall'architetto Vittorio Bonadè Bottino nel 1936 essendosi ormai rivelato insufficiente il precedente stabilimento della Fiat, quello del Lingotto.

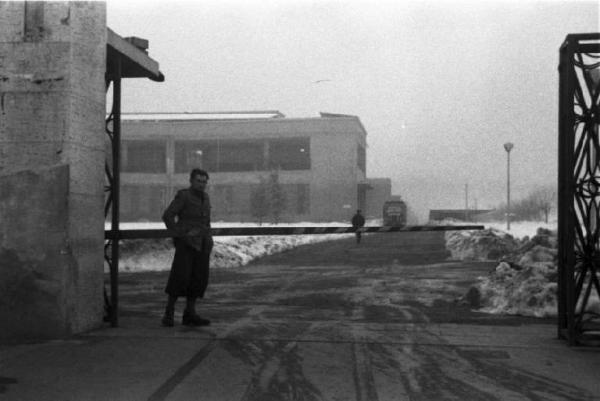
Ingresso dei cancelli di Mirafiori nel 1946, fotografia di Federico Patellani

Per la sua costruzione vennero demolite le scuderie fatte costruire (demolendo le precedenti scuderie Vercelloni) nel 1924 da Riccardo Gualino su progetto dell'architetto Vittorio Tornielli e che servivano all'ippodromo Mirafiori, attivo fino agli anni cinquanta e sito davanti alla fabbrica.
Il progetto della nuova fabbrica FIAT prevedeva la costruzione di uno stabilimento industriale gigantesco per la produzione di automobili, motori d'aviazione e prodotti metallurgici di ghisa e metalli; l'impianto sarebbe stato edificato su un'area di un milione di metri quadrati, con le officine estese su 500 metri di larghezza e settecento metri di lunghezza; nel sottosuolo si sarebbero sviluppate sette chilometri di gallerie e intorno alla fabbrica si sarebbero estese undici chilometri di linee ferroviarie. Una pista di prova di due chilometri e mezzo sarebbe stata costruita a fianco della fabbrica. Nello stabilimento di Mirafiori sarebbero stati impiegati secondo i programmi oltre 22.000 lavoratori distribuiti in due turni; in questo modo si sarebbe concentrata una massa senza precedenti di operai. Nei progetti della FIAT la fabbrica gigante avrebbe dovuto rappresentare un simbolo della potenza industriale dell'azienda e del suo netto primato a livello nazionale; la grande fabbrica, secondo i piani aziendali, avrebbe anche dovuto costituire un esperimento sociale, dove la disciplinata classe lavoratrice piemontese avrebbe potuto vivere e lavorare in un ambiente confortevole dotato di aree ricreative e di servizi moderni.
Lo stabilimento FIAT a Mirafiori venne inaugurato il 15 maggio 1939 in presenza di Benito Mussolini in persona che, affiancato da Giovanni Agnelli e da Achille Starace, parlò dal palco predisposto davanti ai circa 50.000 lavoratori delle FIAT. Il Duce tuttavia fu accolto con freddezza, senza manifestazioni di grande entusiasmo; gli operai, segnati dal rincaro dei viveri dovuto alla politica dell'autarchia e dal timore dell'imminente guerra, dimostrarono in questa occasione il loro distacco dal regime fascista. Mussolini fu irritato dall'indifferenza dei lavoratori e sembrò anche intenzionato a interrompere il suo intervento e abbandonare il palco. Già in precedenza peraltro Mussolini aveva mostrato inquietudine e preoccupazione per le dimensioni enormi della fabbrica ed aveva espresso al presidente Agnelli i suoi dubbi sull'impianto di Mirafiori, mettendo in evidenza i rischi di un simile stabilimento industriale gigante, dove la classe operaia sarebbe stata concentrata in grande numero, divenendo potenzialmente pericolosa per la coesione sociale del regime.
Il primo modello che avrebbe dovuto essere prodotto era la Fiat 700, un progetto rimasto incompiuto a causa dello scoppio della Seconda guerra mondiale. La produzione automobilistica partì realmente solo nel 1947 con la seconda serie della 500 A e la rilocalizzazione delle linee della Fiat 1100, precedentemente costruita al Lingotto.
Il 5 marzo 1943 iniziò nell'officina 19 dello stabilimento lo sciopero degli operai. In pochi giorni 100.000 lavoratori incrociarono le braccia: fu la prima grande ribellione operaia che si estenderà presto in tutte le fabbriche del Nord Italia. Passati alla storia come gli "scioperi del marzo 1943", segnarono l'inizio del crollo del regime fascista e rappresentarono il primo corale episodio della Resistenza antifascista.

### La FIAT di Valletta
Subito dopo la fine della seconda guerra mondiale, la situazione della FIAT e del suo stabilimento principale inizialmente fu molto difficile; in parte coinvolta nel collaborazionismo con le forze di occupazione tedesche e con il governo della Repubblica di Salò, la dirigenza aziendale, a partire dal presidente Vittorio Valletta, venne estromessa dal potere e sottoposta alla commissione di epurazione, mentre la direzione passò ad una commissione guidata da Giovanni Antonio Cavinato. L'estromissione di Valletta e dei suoi uomini tuttavia fu di breve durata; già nel 1946 il presidente riprese le sue funzioni e poté iniziare a sviluppare autonomamente il programma di espansione industriale che egli aveva audacemente studiato e che era determinato a mettere in atto nonostante la difficile situazione dell'azienda e dell'Italia.

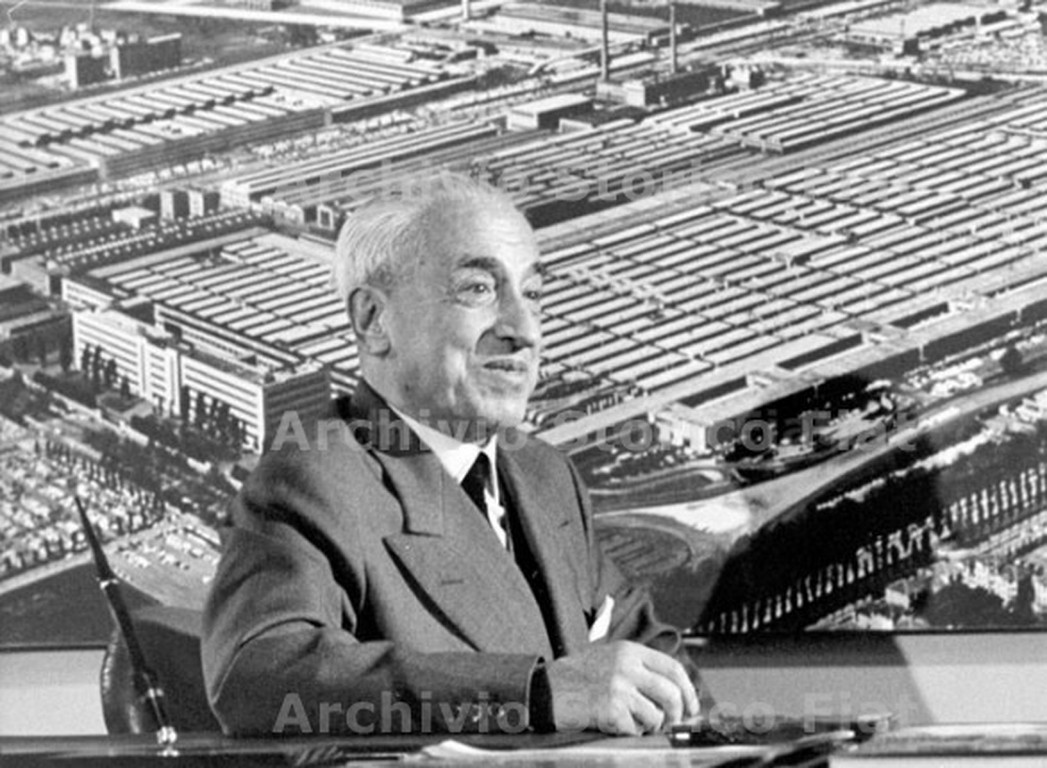
Vittorio Valletta nel suo ufficio a Torino; alla parete una gigantografia dello stabilimento FIAT Mirafiori.

Valletta riteneva possibile un grande programma di sviluppo della FIAT basato sulla produzione in massa secondo le tecniche più moderne, di automobili di piccola cilindrata, le cosiddette "utilitarie", che avrebbero potuto essere costruite a costi inferiori rispetto alle grandi potenze industriali, per il più basso costo del lavoro italiano. Egli riteneva essenziale ampliare in modo radicale la capacità produttiva e programmare la motorizzazione di massa in Italia; in questo ambizioso piano diveniva essenziale il ruolo del grande stabilimento FIAT Mirafiori dove sarebbero state costruite secondo le tecniche della catena di montaggio le "utilitarie"; l'impianto quindi avrebbe dovuto essere ulteriormente ampliato e i suoi lavoratori sarebbero costantemente aumentati di numero: 16.000 nel 1953, 21.000 nel 1959, 32.000 nel 1962.
Nel 1949 Valletta diede inizio alla seconda parte del suo programma di crescita industriale della FIAT incentrata sulla produzione in catena di montaggio, principalmente nello stabilimento di Mirafiori, delle nuove auto utilitarie per la motorizzazione di massa; il presidente attivò con grande determinazione la lotta contro la base operaia collegata al partito comunista e al sindacato metalmeccanico comunista, allo scopo di riprendere il pieno controllo dell'azienda e delle fabbriche, instaurando un regime lavorativo basato su un rigido sistema gerarchico e sul principio di autorità. Valletta riteneva assolutamente decisiva questa parte del suo programma per la riuscita del piano industriale. I cardini del suo piano di guerra aperta contro le sinistre furono i licenziamenti mirati contro i "distruttori" comunisti, la creazione di "reparti-confino" nella fabbrica dove relegare gli operai riottosi, il sostegno ai nuovi sindacati moderati anticomunisti, le schedature sistematiche dei dipendenti, la creazione di un sistema di capi e quadri intermedi estremamente rigidi nel controllo del lavoro e completamente fedeli alla dirigenza FIAT. In questo modo in pochi anni la FIAT Mirafiori divenne una fabbrica completamente disciplinata, popolata in prevalenza da nuovi dipendenti giovani, inesperti e poco qualificati, passivamente obbedienti alle direttive organizzative aziendali, costruita su un severo sistema gerarchico, priva di conflittualità sindacale.
Contemporaneamente all'inflessibile attivazione delle procedure per assumere un assoluto controllo del lavoro di fabbrica, Valletta procedette al grande potenziamento degli impianti di Mirafiori; nel 1956 venne inaugurato l'ampliamento chiamato "Mirafiori-Sud", dove vennero collocate la Meccanica, dove venivano costruiti soprattutto motori e cambi, e le Presse, con l'attività di stampaggio delle lamiere. Nella vecchia struttura "Mirafiori-Nord" rimase l'edificio direzionale della fabbrica, la sezione Fonderia e fucine, con l'area metallurgica, e soprattutto la Carrozzeria, dove erano convogliate le parti provenienti dalle altre aree dello stabilimento, per la lastroferratura (saldatura della scocca e montaggio cofano, portiere e parti mobili), la verniciatura e l'assemblaggio finale degli autoveicoli. La FIAT Mirafiori raggiunse in questo modo un'estensione enorme di quasi tre milioni di metri quadrati, di cui metà coperti, con 37 porte d'accesso, dieci chilometri di perimetro. Nello stabilimento gigante, considerato ormai la fabbrica più grande del mondo, erano in funzione 40 chilometri di catene di montaggio, 223 chilometri di convogliatori aerei, 13.000 macchine utensili; nell'impianto erano presenti 13 chilometri di gallerie sotterranee, 22 chilometri di strade e 40 chilometri di ferrovia. Contemporaneamente al raddoppio delle dimensioni dello stabilimento, la FIAT continuò ad assumere migliaia di nuovi operai, prevalentemente giovani emigrati dal Meridione d'Italia; il numero dei lavoratori a Mirafiori continuò a crescere per tutti gli anni sessanta. Il picco delle assunzioni venne raggiunto nel periodo 1961-1963 quando arrivarono in FIAT a Torino 22.000 nuovi operai; nel 1966 lavoravano alla FIAT Mirafiori 49.000 dipendenti, in grande maggioranza giovani operai emigrati, saliti ancora fino a 52.000 (47.600 operai e 5.000 impiegati) nel 1969.
I risultati produttivi e i successi commerciali della FIAT di Valletta negli anni cinquanta e sessanta furono straordinari e consentirono realmente la motorizzazione degli italiani; dalle moderne catene di montaggio della fabbrica gigante di Mirafiori uscirono i nuovi modelli FIAT 600, a partire dal 1955 che venne prodotta in 2,7 milioni esemplari, e FIAT 500 che dal 1958 venne prodotta nell'arco di oltre un decennio in 3,7 milioni di esemplari. Nel 1962 vennero prodotte in Italia, principalmente nello stabilimento di Mirafiori, più di un milione di automobili.
Proprio nel 1962 tuttavia, nonostante i successi produttivi della FIAT e la normalizzazione gerarchica della fabbrica di Mirafiori, si ebbe un primo episodio di ribellione operaia dopo oltre un decennio del rigido regime disciplinare imposto da Valletta; nel luglio di quell'anno si verificarono i violenti moti di protesta di Piazza Statuto ad opera di numerosi gruppi di operai della FIAT che diedero l'assalto alla sede locale della UIL, responsabile di aver concluso autonomamente un accordo sindacale con la dirigenza dell'azienda. Gli scontri tra dimostranti e forze dell'ordine continuarono per giorni e, anche se all'epoca si parlò di "provocatori" o di agenti estranei alla città di Torino, sembra che in realtà i rivoltosi fossero in grande maggioranza proprio i nuovi giovani operai della FIAT Mirafiori recentemente emigrati dal sud Italia e inseriti in una realtà sociale ostile e disagiata. Il moto di protesta rimase per il momento un fenomeno isolato ma a posteriori si dimostrò un evento anticipatore di una stagione sociale e politica completamente diversa che sarebbe iniziata nel 1968-1969.
La direzione di Valletta della FIAT, apparentemente vittoriosa sul piano dei rapporti con le rappresentanze sindacali e del controllo gerarchico della fabbrica, in realtà aveva creato una tensione permanente all'interno di Mirafiori accentuando le difficoltà sorte per il nuovo sistema produttivo basato sulla catena di montaggio, la produzione di massa e la dequalificazione dell'operaio generico sottoposto al controllo oppressivo del capi interamente devoti all'azienda e concentrati solo sull'efficienza produttiva del lavoro alla catena. Inoltre la situazione divenne ancor più esplosiva alla fine del decennio sessanta per le caratteristiche dei nuovi operai impiegati in massa a Mirafiori: in grande maggioranza erano giovani meridionali, il 75% dei lavoratori totali impegnati alla sezione "Carrozzerie", poco qualificati, completamente estranei alla realtà locale, costretti a vivere in situazioni ambientali degradate, sottoposti in fabbrica al rigido controllo della gerarchia dei capi FIAT quasi tutti di origine piemontese.

### Il "potere operaio" degli anni settanta e il terrorismo in fabbrica
Il profondo cambiamento qualitativo della base operaia di Mirafiori con l'inserimento dei giovani emigrati meridionali, molti dei quali si stabilivano nel quartiere di Mirafiori o nei comuni vicini (come Nichelino, Beinasco e Orbassano),le caratteristiche meno qualificate del lavoro ripetitivo e alienante nella catena di montaggio del nuovo "operaio-massa", l'incremento numerico dei lavoratori nella gigantesca fabbrica e le istanze di profondo e radicale rinnovamento presenti nella società italiana, caratterizzarono in modo assoluto la storia dello stabilimento FIAT negli anni settanta. Le tappe più importanti delle lotte operaie in FIAT furono il cosiddetto autunno caldo del 1969, la lotta sindacale del 1971, conclusa con la nascita della nuova rappresentanza operaia dei delegati di fabbrica eletti tra i lavoratori più combattivi e radicali, che avrebbero completamente soppiantato le inefficaci commissioni interne degli anni cinquanta e sessanta, l'occupazione dello stabilimento nel 1972 per il rinnovo del contratto dei metalmeccanici con le bandiere rosse issate sulla fabbrica e l'apparente vittoria operaia. In realtà la lotta radicale all'interno della fabbrica di Mirafiori negli anni settanta non si limitò a queste fasi di particolare intensità ma fu un processo continuo, quasi quotidiano, che stravolse completamente i rapporti di potere in fabbrica e diede modo al cosiddetto "potere operaio" di manifestarsi concretamente nella vita quotidiana dello stabilimento.
Le Brigate Rosse arrivarono a Torino nel 1972 e organizzarono una colonna dell'organizzazione nella grande città operaia dove il clima politico era dominato dalle grandi lotte sindacali e dall'estremismo dei delegati di fabbrica; per i brigatisti l'inserimento nelle lotte rivendicative e la penetrazione nella grande fabbrica di Mirafiori per potere fare opera di proselitismo e favorire una svolta estremista e rivoluzionaria dei lavoratori, divenne subito un obiettivo prioritario. La colonna brigatista agiva nella stretta clandestinità ma riuscì a reclutare numerosi operai che in parte entrarono attivamente nell'organizzazione e in parte si limitarono a diffondere materiale di propaganda all'interno dello stabilimento. La colonna torinese delle Brigate Rosse riuscì ad costituire nella seconda metà degli anni settanta un cosiddetto "fronte delle fabbriche", per gestire le azioni dirette contro la FIAT, e due brigate distinte per la sezione "Presse" e la sezione "Carrozzerie" di Mirafiori con propri regolari non clandestini contemporaneamente lavoratori e brigatisti. All'interno della fabbrica di Mirafiori lavoravano regolarmente alcuni operai ben conosciuti e apprezzati dai lavoratori, che erano anche importanti dirigenti dell'organizzazione, attivamente partecipi delle azioni violente, tra cui Angelo Basone, noto sindacalista alla sezione "Presse", Luca Nicolotti, operaio sempre alle "Presse", Nicola d'Amore, operaio alle "Carrozzerie", Cristoforo Piancone e Lorenzo Betassa, operaio e delegato sindacale alle "Carrozzerie". 
Nel corso degli anni di piombo non mancarono alcuni fenomeni di sostegno verso l'azione violenta dei brigatisti, interpretata dagli operai più ideologizzati come giusta rappresaglia verso i capi FIAT più detestati all'interno di Mirafiori e come azione di intimidazione verso le gerarchie che avrebbe portato vantaggi concreti ai lavoratori della fabbrica. In alcune occasioni ci furono anche manifestazioni esplicite di sostanziale disinteresse degli operai di Mirafiori verso per la sorte delle vittime dei terroristi.

### La sconfitta operaia: automazione e ristrutturazione in fabbrica negli anni ottanta
Il momento decisivo della lotta di classe nella fabbrica di Mirafiori e l'ultimo tentativo della classe operaia, già da anni in difficoltà a causa dell'esasperazione generale per la conflittualità, il disordine e la violenza diffusa, di fermare la ristrutturazione e l'automazione in corso negli stabilimenti FIAT, ebbe inizio nel settembre 1980 in risposta alla decisione della dirigenza FIAT, guidata soprattutto dal rigido e deciso amministratore delegato Cesare Romiti, di licenziare quasi 15.000 lavoratori apparentemente per motivi legati principalmente alla crisi economica e alle difficoltà finanziarie dell'azienda. I delegati di fabbrica reagirono all'annuncio della FIAT respingendo nettamente le decisioni della società e iniziando lo sciopero ad oltranza e il picchettaggio dei cancelli delle fabbriche per impedire l'accesso agli stabilimenti e il blocco della produzione.
Ebbero quindi inizio i "35 giorni della FIAT", gli operai dello stabilimento Mirafiori aderirono in massa alla protesta e per oltre un mese la fabbrica venne bloccata da migliaia di operai raggruppati ai cancelli, mentre erano in corso le trattative. Le rappresentanze sindacali centrali cercarono senza molto successo di contrattare un accordo più favorevole ma in pratica non supportarono le istanze estremistiche dei lavoratori FIAT più politicizzati favorevoli ad occupare le fabbriche, mentre la dirigenza del PCI sembrò maggiormente decisa ad andare fino in fondo. In realtà il segretario del partito, Enrico Berlinguer, si recò ai cancelli di Mirafiori per solidarizzare con gli operai ma, parlando davanti ai lavoratori in sciopero, usò espressioni poco chiare, dicendo genericamente che il partito non avrebbe fatto mancare il suo aiuto agli operai nel caso in cui essi avessero deciso "con metodi democratici" di occupare la fabbrica. Di fatto la situazione generale stava evolvendo in senso sfavorevole per i lavoratori FIAT; la stanchezza per il lungo sciopero, la frustrazione per la mancanza di decisioni, l'esasperazione di una parte dei dipendenti desiderosi di riprendere il lavoro e, soprattutto, l'imprevista opposizione anti-operaia, numerosa e attiva, da parte dei quadri intermedi e dei capi FIAT, manifestatasi clamorosamente con la "Marcia dei quarantamila" del 14 ottobre 1980, provocarono la svolta della lunga vertenza.
Fin dall'inizio degli anni settanta la FIAT aveva iniziato un vasto programma di riorganizzazione del lavoro in fabbrica, in parte per venire incontro alle richieste sindacali dei lavoratori a favore di un alleggerimento dei carichi e di un'organizzazione meno oppressiva e ripetitiva del lavoro, ma soprattutto per ottenere un aumento radicale della produttività e dell'efficienza dei suoi impianti e quindi ridurre i costi di lavorazione e in prospettiva diminuire in modo sostanziale il numero di operai impiegati. Nella fabbrica di Mirafiori prima vennero installati alcuni robot Unimate di saldatura nel 1972, quindi venne attivato dal 1975 il sistema Digitron e all'inizio degli anni ottanta entrò in funzione il moderno sistema Robogate della Comau, già sperimentato allo stabilimento di Rivalta fin dal 1978. Queste innovazioni tecnologiche permettevano un decisivo incremento dei processi di automazione industriali; mentre il sistema Digitron dirigeva tramite robot trasportatori il delicato accoppiamento della scocca con i motori, il sistema Robogate controllava tutte le fasi delle saldature della scocca che venivano effettuate dalle stazioni di robot saldatori dove venivano automaticamente trasportate da robot carriers le scocche di modelli diversi; a Mirafiori venne anche attivato il sistema LAM (lavorazione asincrona motori) per il montaggio non in catena dei motori.

Il sistema Robogate: quattro operai parlano tra loro mentre i robotcarriers trasportano le scocche della Fiat Uno verso le stazioni di saldatura.

Queste innovazioni teconologiche, attivate dalla nuova dirigenza del settore auto della FIAT guidato da Vittorio Ghidella, trasformarono profondamente negli anni ottanta lo stabilimento di Mirafiori con l'automazione di alcuni reparti critici, tra cui la lastroferratura, la verniciatura e le presse; soprattutto ridussero in modo sostanziale il numero di operai impiegati. Nei reparti di lastroferratura e verniciatura in particolare, quasi completamente automatizzati dal Robogate, gli addetti divennero necessari solo per il controllo e la manutenzione degli impianti e di conseguenze molte officine della fabbrica cambiarono completamente aspetto, divenendo quasi vuote di operai e con macchine automatizzate in continua funzione; la catena di montaggio rimase attiva in pratica solo alla Carrozzeria per l'assemblaggio finale della componentistica sull'automobile.
La sconfitta operaia dell'ottobre 1980 e il processo di ristrutturazione e automazione attivato dalla dirigenza FIAT cambiarono in modo irreversibile le caratteristiche degli stabilimenti dell'azienda e in particolare della fabbrica principale di Mirafiori. La messa in cassa integrazione a tempo indefinito, preliminare in gran parte dei casi all'allontanamento definitivo, di migliaia e migliaia di lavoratori designati dalla FIAT in genere tra i più combattivi, politicizzati e refrattari, il pessimismo, lo scoramento e la disillusione presente tra gli operai ancora attivi, profondamente delusi dall'esito delle lotte, e la rioganizzazione del lavoro con lo svuotamento delle officine più importanti e l'inserimento di robot automatizzati, consentirono alla dirigenza di riassumere il totale predominio nello stabilimento, ripristinando un rigido sistema gerarchico basato sullo stretto controllo dei lavoratori, sulla disciplina in fabbrica e su un sistema di punizioni e premi, correlati alla docilità e alla passività del lavoratore. I capi, dopo gli anni dell'intimidazione e della violenza operaia, riassunsero il ruolo di rigidi guardiani del potere aziendale in fabbrica.
La FIAT Mirafiori perse quindi definitivamente il suo carattere di fabbrica "speciale", centro delle speranze operaie di un rinnovamento radicale dei rapporti di classe, e divenne un normale stabilimento industriale con un base operaia in netta e progressiva diminuzione numerica, caratterizzata da lavoratori ormai non più giovani, passivamente rassegnati e timorosi della possibile perdita di ulteriori posti di lavoro, vista la decisione aziendale di potenziare i nuovi stabilimenti periferici in via di costruzione al centro e al sud Italia. Nel 1988 i lavoratori dello stabilimento Mirafiori scesero a circa 36.000.

### La crisi della FIAT Mirafiori
Nel 2004 termina la produzione di motori nello stabilimento, l’ultimo fabbricato era il 1.6 Torque 16 valvole che equipaggiava numerosi modelli Fiat e Lancia (la produzione venne trasferita in Argentina mentre alcune vetture europee lo abbandonarono, sostituito dall'unità 1.6 Ecotec di origine Opel General Motors).
Il 18 febbraio 2008 è stata inaugurata nell'officina 83 la nuova sede Abarth, durante l'inaugurazione della stessa è stata anche presentata la nuova 500 Abarth. Successivamente, sempre nell'officina 83 viene spostato il Centro Stile Fiat e il quartier generale di CNH Industrial. Nel 2008 parte la produzione dell'Alfa Romeo Mito che si concluderà nell'estate del 2018. Nel 2014 viene riqualificata e inaugurata l'area Officina 82, dove hanno attualmente sede gli uffici di amministrazione.
Dal 2018 e per tutto il 2019 l'unico modello ad essere costruito nella fabbrica è stato il suv Maserati Levante, dal primo semestre del 2020 vi viene anche assemblata la nuova Fiat 500 con motore elettrico.
Nel 2022 è iniziata la produzione della Maserati Quattroporte e della Maserati Ghibli dopo che è stata trasferita dallo stabilimento di Grugliasco.
Sempre nel 2022 viene inaugurato l'Heritage Hub che è ubicato negli spazi dell'ex Officina 81 di Mirafiori, con accesso da Via Plava 80. Trattasi di uno spazio espositivo dedicato alla collezione aziendale di auto storiche, molte delle quali sono prototipi o pezzi unici. L'Heritage Hub non è soltanto uno spazio espositivo di veicoli storici prodotti da Fiat, Lancia ed Alfa Romeo, ma anche un centro di documentazione e ricerca storica, dedito al recupero e restauro di vetture ritenute degne di entrare a far parte del notevole patrimonio storico di Stellantis. Il centro è aperto al pubblico con visite guidate su prenotazione.

## Bilancio
Lo stabilimento FIAT Mirafiori, nato alla vigilia della seconda guerra mondiale, ha rappresentato la massima espressione in Italia del modello di industrializzazione classica fondato sulla grande fabbrica; nel corso degli anni cinquanta e sessanta fu anche il protagonista, con la sua enorme capacità produttiva, della motorizzazione di massa italiana. La fabbrica però fu anche e soprattutto un luogo centrale per la classe operaia, per il suo sviluppo, la sua presa di coscienza, le sue lotte per l'affermazione dei diritti e per l'organizzazione del lavoro. Il concetto di "centralità operaia" corrispose infatti soprattutto al modello della FIAT Mirafiori e in questa fabbrica la lotte di classe raggiunse negli anni settanta il suo massimo sviluppo di radicalità e violenza, terminando negli anni ottanta, dopo una storia fatta di illusioni, successi e speranze, con la sconfitta definitiva per il proletariato industriale italiano, la vittoria completa della dirigenza aziendale e il conseguente progressivo e inarrestabile declino della base produttiva di Torino.

## Automobili prodotte

### Auto in produzione
| Foto | Marca    | Modello     | Inizio produzione |
| ---- | -------- | ----------- | ----------------- |
|      | Fiat     | Nuova 500   | 2020              |
|      | Maserati | GranTurismo | 2022              |
|      | Maserati | GranCabrio  | 2024              |

### Auto fuori produzione
| Foto | Marca       | Modello         | Inizio produzione | Fine produzione |
| ---- | ----------- | --------------- | ----------------- | --------------- |
|      | Fiat        | 500B “Topolino” | 1947              | 1955            |
|      | Fiat        | 1400            | 1950              | 1958            |
|      | Fiat        | 1900            | 1952              | 1958            |
|      | Fiat        | 1200            | 1957              | 1960            |
|      | Fiat        | 2100            | 1959              | 1961            |
|      | Fiat        | 1300            | 1961              | 1967            |
|      | Fiat        | 1800            | 1959              | 1968            |
|      | Fiat        | 1500            | 1961              | 1968            |
|      | Fiat        | 600             | 1955              | 1969            |
|      | Fiat        | 2300            | 1961              | 1969            |
|      | Fiat        | 1100            | 1947              | 1970            |
|      | Fiat        | 500             | 1957              | 1972            |
|      | Fiat        | 125             | 1967              | 1972            |
|      | Fiat        | 850             | 1964              | 1973            |
|      | Fiat        | 124             | 1966              | 1974            |
|      | Fiat        | 127             | 1971              | 1983            |
|      | Fiat        | 132             | 1972              | 1981            |
|      | Fiat        | 131             | 1974              | 1985            |
|      | Fiat        | Panda           | 1980              | 2003            |
|      | Fiat        | Argenta         | 1981              | 1985            |
|      | Fiat        | Regata          | 1983              | 1990            |
|      | Lancia      | Thema           | 1984              | 1994            |
|      | Fiat        | Uno             | 1983              | 1995            |
|      | Autobianchi | Y10             | 1985              | 1995            |
|      | Fiat        | Croma           | 1985              | 1996            |
|      | Fiat        | Punto           | 1993              | 1999            |
|      | Fiat        | Marea           | 1996              | 2003            |
|      | Lancia      | Lybra           | 2002              | 2005            |
|      | Lancia      | Thesis          | 2002              | 2007            |
|      | Alfa Romeo  | 166             | 2002              | 2007            |
|      | Zastava     | 10              | 2005              | 2008            |
|      | Fiat        | Multipla        | 1998              | 2010            |
|      | Fiat        | Idea            | 2003              | 2012            |
|      | Lancia      | Musa            | 2004              | 2012            |
|      | Alfa Romeo  | MiTo            | 2008              | 2018            |
|      | Maserati    | Levante         | 2016              | 2024            |
|      | Maserati    | Quattroporte    | 2021              | 2024            |
|      | Maserati    | Ghibli          | 2021              | 2024            |